# جان سبنسر
جان سبنسر (بالإنجليزية: Jean Charlotte Spencer)‏ هي فيزيائية نيوزيلندية، ولدت في 10 يونيو 1940 في وودفورد ‏ في المملكة المتحدة.

## وصلات خارجية
- جان سبنسر على موقع أوليمبيديا (الإنجليزية)